# Escola Romàntica d'escacs

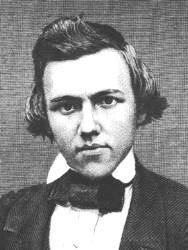
Paul Morphy, un dels principals representants de l'escola romàntica

L'Escola Romàntica d'escacs fou una escola d'escacs que promulgava l'estil de jugar als escacs que predominava al segle xix. Es caracteritzava pels sacrificis descarats i oberts, i el joc principalment tàctic. Pels representants d'aquesta escola, guanyar era quelcom secundari, l'important era jugar amb estil, crear bellesa sobre el tauler, i per tant, es considerava poc honorós no acceptar un gambit (el sacrifici d'un peó o una peça a canvi d'atac o d'altres compensacions actives). No és coincidència que l'obertura més popular pels romàntics fos el gambit de rei acceptat.
Aquesta manera de jugar es va desenvolupar principalment entre 1830 i 1880, anys en què la majoria de partides reflectien continus atacs i contra-atacs, i en què la pretensió era rematar la partida amb un atac triomfant al rei rival, o amb una combinació espectacular.
Alguns dels principals exponents del joc de l'època romàntica van ser Adolf Anderssen, Lionel Kieseritzky, Paul Morphy i Henry Blackburne. L'estil de joc romàntic es va acabar, almenys al més alt nivell, a partir de Wilhelm Steinitz, qui, amb el seu enfocament més posicional de les partides, va aixafar tots els seus contemporanis i va marcar el començament de l'era moderna dels escacs.
En èpoques posteriors, hom qualifica de "romàntics" aquells jugadors l'estil de joc dels quals coincideix amb les tesis dels membres de l'escola romàntica del segle xix, com per exemple fou el cas de Rudolf Spielmann (mort el 1942), o de Mikhaïl Tal (Campió del Món, mort el 1992).